# Naobranchia microsoma
Naobranchia microsoma är en kräftdjursart som beskrevs av Masahiro Dojiri 1981. Naobranchia microsoma ingår i släktet Naobranchia och familjen Naobranchiidae. Inga underarter finns listade i Catalogue of Life.